# Coordinate generalizzate
In meccanica razionale un sistema di coordinate generalizzate è un sistema di coordinate, in numero uguale ai gradi di libertà del sistema, che determina univocamente tutte le configurazioni di un sistema.

## Definizione
Dato un sistema meccanico con {\displaystyle n} gradi di libertà e un qualunque sistema di coordinate, per esempio cartesiane, nel quale lo stato del sistema è indicato dal vettore {\displaystyle \mathbf {r} =(r_{j})_{j=1,\dots ,m}\in \mathbb {R} ^{m}}, con {\displaystyle m\geq n}, è possibile esprimere ogni variabile {\displaystyle r_{j}} rispetto al vettore {\displaystyle \mathbf {q} =(q_{i})_{i=1,\dots ,n}\in A\subset \mathbb {R} ^{n}} attraverso una funzione regolare {\displaystyle \Phi \colon A\to \mathbb {R} ^{m}}. Ogni {\displaystyle q_{i}} è detta variabile o coordinata generalizzata:
{\displaystyle {\begin{cases}r_{1}=\Phi (q_{1},\dots ,q_{n})\\\vdots \\r_{m}=\Phi (q_{1},\dots ,q_{n})\end{cases}}}
Le coordinate {\displaystyle q_{i}} costituiscono un insieme di generatori di uno spazio vettoriale {\displaystyle n}-dimensionale, che prende il nome di spazio delle configurazioni del sistema, ma non è necessario che siano linearmente indipendenti. Ad esempio in presenza di vincoli che legano tra di loro alcune tra le {\displaystyle r_{j},} le coordinate {\displaystyle q_{i}} potrebbero essere linearmente dipendenti.

### Coordinate cicliche
Dato un sistema meccanico con {\displaystyle n} gradi di libertà con {\displaystyle \{q_{1},\ldots ,q_{n}\}} coordinate generalizzate, se una funzione del moto non dipende dall'{\displaystyle i}-esima coordinata generalizzata {\displaystyle q_{i}}, la coordinata è detta ciclica per la funzione. 

### Esempi
Un sistema di {\displaystyle N} particelle nello spazio {\displaystyle D}-dimensionale può avere fino a {\displaystyle N\times D} gradi di libertà, e quindi coordinate generalizzate, una per ogni dimensione del moto di ciascuna particella. Un sistema di {\displaystyle N} corpi rigidi nello spazio tridimensionale può avere fino a {\displaystyle 6N} coordinate generalizzate, includendo tre assi di rotazione per ogni corpo. Il numero di gradi di libertà effettivi si riduce in seguito all'introduzione di vincoli tra le posizioni (vincoli olonomi) e le velocità delle particelle (vincoli anolonomi).
Ad esempio un sistema formato da due particelle puntiformi nello spazio tridimensionale ha 6 gradi di libertà, tre per ogni coordinata cartesiana di ciascuna particella, ma con l'introduzione di un vincolo, come la condizione che le particelle rimangano a distanza fissata l'una dall'altra, riduce a 5 i gradi di libertà (6 coordinate - 1 grado di vincolo). Una scelta conveniente delle variabili generalizzate consiste, in questo caso, nell'usarne tre per localizzare il centro di massa del sistema e le rimanenti due per determinare l'orientazione nello spazio della retta che congiunge le due particelle. In questo modo ci sono 5 coordinate indipendenti tra loro.
Un punto costretto a spostarsi lungo un vincolo unidimensionale, ad esempio una curva regolare {\displaystyle \varphi \colon \mathbb {R} \to \mathbb {R} ^{3},\ t\mapsto \mathbf {x} }, ha solo un grado di libertà, e la coordinata generalizzata usata il più delle volte per descriverne il moto è l'ascissa curvilinea {\displaystyle q=t}, cioè la variabile che parametrizza la curva. Un moto nelle tre dimensioni è stato ridotto a una dimensione.
Analogamente, un corpo vincolato a una superficie, anche se il suo moto è ancora agganciato alle tre dimensioni, ha due gradi di libertà, quindi una scelta di coordinate conveniente può essere {\displaystyle \{x,y,z\}=\{\theta ,A\}}, dove {\displaystyle \theta } e {\displaystyle A} sono, rispettivamente, l'angolo e la superficie spazzate dal vettore posizione. Se la superficie è una sfera, una buona scelta di coordinate è {\displaystyle \{r_{1},r_{2}\}=\{\theta ,\phi \}}, dove {\displaystyle \theta } e {\displaystyle \phi } sono le coordinate di angolo provenienti dalle coordinate sferiche; inoltre, la coordinata {\displaystyle r} è stata soppressa in quanto una particella che si muove su una sfera si trova a una distanza costante dal centro della sfera.
Un doppio pendolo costretto a muoversi su un piano può essere descritto, in un sistema di assi cartesiani {\displaystyle (x,y)}, con l'asse {\displaystyle y} verticale discendente, da quattro coordinate cartesiane {\displaystyle \{x_{1},y_{1},x_{2},y_{2}\}}, ma il sistema ha solo due gradi di libertà, e un sistema più efficiente potrebbe essere quello di considerare come variabili generalizzate l'angolo che ciascun pendolo forma con la verticale. Ponendo {\displaystyle \{r_{1},r_{2}\}=\{\theta _{1},\theta _{2}\}} si ottengono le seguenti relazioni:
{\displaystyle \{x_{1},y_{1}\}=\{l_{1}\sin \theta _{1},l_{1}\cos \theta _{1}\}}
{\displaystyle \{x_{2},y_{2}\}=\{l_{1}\sin \theta _{1}+l_{2}\sin \theta _{2},l_{1}\cos \theta _{1}+l_{2}\cos \theta _{2}\}}
dove {\displaystyle l_{1}} è la lunghezza del pendolo vincolato all'origine e {\displaystyle l_{2}} è la lunghezza del pendolo vincolato all'estremità libera dell'altro.

## Coordinate generalizzate e spazio delle fasi
Poiché lo spazio delle configurazioni ha dimensione pari al numero di gradi di libertà del sistema, al suo interno è possibile descrivere soltanto la posizione di ciascun punto. Per descrivere il moto di ogni punto, che equivale a definire lo stato del sistema, è necessario aggiungere tante variabili quante sono le coordinate generalizzate, di modo che lo spazio delle fasi abbia dimensione doppia rispetto allo spazio delle configurazioni. Tuttavia non esiste un modo univoco per definire i generatori dello spazio delle fasi.
A ogni coordinata generalizzata {\displaystyle q_{i}} è associata una velocità generalizzata {\displaystyle {\dot {q}}_{i}} così definita:
{\displaystyle {\dot {q}}_{i}={\frac {\partial q_{i}}{\partial t}}.}
Nell'ipotesi in cui le coordinate siano linearmente indipendenti fra loro, esse dipendono solo dal tempo:
{\displaystyle {\dot {q}}_{i}={\frac {dq_{i}}{dt}},}
infine si definisce {\displaystyle {\dot {\mathbf {q} }}=({\dot {q}}_{i})_{i=1,\dots ,n}}. Si definisce Lagrangiana la funzione:
{\displaystyle {\mathcal {L}}({\dot {\mathbf {q} }},\mathbf {q} )=T({\dot {\mathbf {q} }},\mathbf {q} )-U(\mathbf {q} ),}
dove {\displaystyle T} è l'energia cinetica e {\displaystyle U} è l'energia potenziale. Il momento coniugato alla coordinata {\displaystyle q_{i}} è definito come:
{\displaystyle p_{i}={\frac {\partial {\mathcal {L}}}{\partial {\dot {q}}_{i}}}.}
Inoltre si definisce {\displaystyle \mathbf {p} =(p_{i})_{i=1,\dots ,n}}. Secondo la formulazione lagrangiana della meccanica razionale, come generatori dello spazio delle fasi si usa la coppia di coordinate lagrangiane {\displaystyle (\mathbf {q} ,{\dot {\mathbf {q} }})}, mentre secondo la formulazione hamiltoniana, si utilizza la coppia di coordinate hamiltoniane {\displaystyle (\mathbf {q} ,\mathbf {p} )}. 

## Velocità e accelerazione generalizzate
Sia dato un sistema di {\displaystyle N} particelle in {\displaystyle D} dimensioni, quindi con al massimo {\displaystyle N\times D} gradi di libertà. L'{\displaystyle n}-esima particella ha come coordinata d-esima {\displaystyle (X_{nd})}, e quindi le posizioni del sistema sono rappresentabili con la matrice {\displaystyle {\underline {\underline {X}}}\in \mathbb {R} ^{N\times D}}. Si può passare a un sistema di riferimento formato da {\displaystyle N\times D} coordinate generalizzate se esistono le {\displaystyle D+1} equazioni di trasformazione tra le {\displaystyle D} coordinate cartesiane e le generalizzate:
{\displaystyle x_{d}=x_{d}\left(q_{n},t\right).}
Usando la relazione vista in precedenza, queste equazioni possono essere derivate rispetto al tempo, ottenendo le velocità:
{\displaystyle {\dot {x}}_{d}={\frac {d}{dt}}x_{d}={\frac {\partial x_{d}}{\partial t}}+\sum _{i=1}^{ND}{\frac {\partial x_{d}}{\partial q_{i}}}{\frac {\partial q_{i}}{\partial t}}={\frac {\partial x_{d}}{\partial t}}+\sum _{i=1}^{ND}{\frac {\partial x_{d}}{\partial q_{i}}}{\dot {q}}_{i}}
e quindi il vettore {\displaystyle D}-dimensionale velocità è dato da:
{\displaystyle {\dot {\mathbf {x} }}_{(\mathbf {q} )}={\frac {\partial \mathbf {x} }{\partial t}}+\nabla \mathbf {x} \cdot {\dot {\mathbf {q} }}.}
Analogamente, applicando ancora una volta la regola della catena, è possibile ricavare le accelerazioni:
{\displaystyle {\ddot {x}}_{d}={\frac {d}{dt}}{\dot {x}}_{d}={\frac {\partial ^{2}x_{d}}{\partial t^{2}}}+\sum _{i=1}^{ND}\left[{\frac {\partial x_{d}}{\partial q_{i}}}{\frac {\partial ^{2}q_{i}}{\partial t^{2}}}+{\frac {\partial ^{2}x_{d}}{\partial q_{i}^{2}}}\left({\frac {\partial q_{i}}{\partial t}}\right)^{2}\right]={\frac {\partial ^{2}x_{d}}{\partial t^{2}}}+\sum _{i=1}^{ND}\left({\frac {\partial x_{d}}{\partial q_{i}}}{\ddot {q}}_{i}+{\frac {\partial ^{2}x_{d}}{\partial q_{i}^{2}}}{\dot {q}}_{i}^{2}\right).}
Pertanto, il vettore {\displaystyle D}-dimensionale accelerazione è uguale a:
{\displaystyle {\ddot {\mathbf {x} }}_{(\mathbf {q} )}={\frac {\partial ^{2}\mathbf {x} }{\partial t^{2}}}+\nabla \mathbf {x} \cdot {\ddot {\mathbf {q} }}+{\overline {\nabla }}^{2}\mathbf {x} \cdot {\dot {\mathbf {q} }}^{2}.}

## Energia cinetica in coordinate generalizzate
L'energia cinetica di {\displaystyle N} particelle è data in meccanica newtoniana {\displaystyle D}-dimensionale come:
{\displaystyle T\colon \mathbb {R} ^{N\times D}\to \mathbb {R} }
{\displaystyle T_{(\mathbf {x} )}={\frac {1}{2}}\sum _{k=1}^{N}m_{k}({\dot {\mathbf {x} }}_{k}\cdot {\dot {\mathbf {x} }}_{k}).}
Esprimendo gli {\displaystyle N} vettori posizione newtoniani {\displaystyle \mathbf {x} _{(\mathbf {q} )}}, delle particelle rispetto ai {\displaystyle D} assi cartesiani, in funzione delle {\displaystyle I} coordinate generalizzate {\displaystyle q_{i}}:
{\displaystyle T_{(\mathbf {q} )}={\frac {1}{2}}\sum _{k=1}^{N}m_{k}\left({\frac {\partial \mathbb {x} _{k}}{\partial t}}+\sum _{i=1}^{I}{\frac {\partial \mathbf {x} _{k}}{\partial q_{i}}}{\dot {q}}_{i}\right)\cdot \left({\frac {\partial \mathbf {x} _{k}}{\partial t}}+\sum _{j=1}^{I}{\frac {\partial \mathbf {x} _{k}}{\partial q_{j}}}{\dot {q}}_{j}\right).}
Svolgendo e raccogliendo nelle velocità generalizzate {\displaystyle {\dot {q}}_{i}}:
{\displaystyle T_{(\mathbf {q} )}={\frac {1}{2}}\sum _{k=1}^{N}{m_{k}}\left({\frac {\partial \mathbf {x} _{k}}{\partial t}}\right)^{2}+\sum _{i=1}^{I}\sum _{k=1}^{N}{m_{k}}{\frac {(\partial \mathbf {x} _{k})^{2}}{\partial t\,\partial q_{i}}}{\dot {q}}_{i}+{\frac {1}{2}}\sum _{i,j=1}^{I}\sum _{k=1}^{N}{m_{k}}{\frac {(\partial \mathbf {x} _{n})^{2}}{\partial q_{i}\partial q_{j}}}{\dot {q}}_{i}{\dot {q}}_{j}.}
Se
{\displaystyle T_{({\bar {0}})}={\frac {1}{2}}\sum _{k=1}^{N}{m_{k}}\left({\frac {\partial \mathbf {x} _{k}}{\partial t}}\right)^{2};}
{\displaystyle \nabla _{i}T_{({\bar {0}})}={\frac {\partial }{\partial q_{i}}}\sum _{k=1}^{N}m_{k}\mathbf {x} _{k}{\frac {\partial \mathbf {x} _{k}}{\partial t}}=\sum _{k=1}^{N}{m_{k}}{\frac {(\partial \mathbf {x} _{k})^{2}}{\partial q_{i}\partial t}},\,} per sistemi classici in cui la massa non dipende dalle coordinate generalizzate: {\displaystyle \nabla m_{k}={\bar {0}},}
{\displaystyle H_{ij}T_{({\bar {0}})}={\frac {{\partial }^{2}}{\partial q_{i}\partial q_{j}}}\sum _{k=1}^{N}m_{k}(\mathbf {x} _{k})^{2}=\sum _{k=1}^{N}{m_{k}}{\frac {(\partial \mathbf {x} _{k})^{2}}{\partial q_{i}\partial q_{j}}},\,} per sistemi classici in cui la massa non dipende dalle coordinate generalizzate: {\displaystyle {\underline {\underline {H}}}m_{k}={\bar {0}}.}
Quindi riassumendo vettorialmente l'identità scalare:
{\displaystyle T_{(\mathbf {q} )}=T_{({\bar {0}})}+\sum _{i=1}^{I}\nabla _{i}T_{({\bar {0}})}{\dot {q}}_{i}+{\frac {1}{2}}\sum _{i,j=1}^{I}H_{ij}T_{({\bar {0}})}{\dot {q}}_{i}{\dot {q}}_{j}.}
Si ottiene infine:
{\displaystyle T_{(\mathbf {q} )}=T_{({\bar {0}})}+\nabla T_{({\bar {0}})}\cdot {\dot {\mathbf {q} }}+{\frac {1}{2}}{\dot {\mathbf {q} }}\cdot {\underline {\underline {H}}}T_{({\bar {0}})}\cdot {\dot {\mathbf {q} }}}
{\displaystyle T\colon \mathbb {R} ^{I}\to \mathbb {R} }
L'energia cinetica in coordinate generalizzate è in conclusione una serie di Taylor in I variabili del second'ordine nel vettore velocità {\displaystyle {\dot {\mathbf {q} }}}, definita positiva poiché lo è l'hessiana {\displaystyle H_{ij}} che vi compare. Inoltre i due termini lineare {\displaystyle \nabla T_{({\bar {0}})}} e costante {\displaystyle T_{({\bar {0}})}} dipendono in generale dal tempo: nel caso di un sistema olonomo l'energia cinetica si riduce a
{\displaystyle T|_{\left({\frac {\partial \mathbf {x} _{k}}{\partial t}}=0\right)}={\frac {1}{2}}{\dot {\mathbf {q} }}\cdot {\underline {\underline {H}}}_{(\mathbf {q} )}T_{({\bar {0}})}\cdot {\dot {\mathbf {q} }}={\frac {1}{2}}\mathbf {p} \cdot {\dot {\mathbf {q} }}.}
È importante ricordare che le coordinate generalizzate rispetto a cui si determina l'energia cinetica hanno l'ulteriore vantaggio di non dovere necessariamente essere inerziali, a differenza di quelle cartesiane.

## Forza generalizzata
Le forze generalizzate sono definite come in numero di {\displaystyle I} grandezze scalari, con {\displaystyle I} il grado di libertà del sistema:
{\displaystyle Q_{i}={\frac {\partial W}{\partial q_{i}}}=\sum _{k=1}^{N}\mathbf {F} _{k}\cdot {\frac {\partial \mathbf {x} _{k}}{\partial q_{i}}},}
dove {\displaystyle W} è il lavoro della risultante attiva {\displaystyle \mathbf {F} } agente sul sistema. Si tratta quindi in termini newtoniani per variabili lunghezza e angolo rispettivamente delle grandezze forza e momento meccanico prese lungo la variabile, nel caso più generale di una combinazione delle due.
Nel caso di vincoli bilaterali permettono di ignorare nell'analisi del sistema le reazioni vincolari (di risultante {\displaystyle \mathbf {R} }), anche per sistemi scleronomi: dato uno spostamento virtuale {\displaystyle \delta x_{k}}, ottenuto considerando solo gli spostamenti ammissibili con i vincoli considerati come fissi all'istante di riferimento, il lavoro virtuale agente sull'n-esima particella del sistema vale:
{\displaystyle \delta W_{k}=(\mathbf {F} _{k}+\mathbf {R} _{k})\cdot \mathbf {\delta x} _{k}}
Se i vincoli del sistema sono bilaterali, per il principio delle reazioni vincolari i lavori virtuali vincolari sono nulli, e cioè le reazioni sono ortogonali agli spostamenti virtuali:
{\displaystyle \delta W_{i}=\mathbf {F} _{i}\cdot \delta \mathbf {x} _{i}.}
Esprimendo {\displaystyle \mathbf {\delta x} _{k}} in funzione delle coordinate generalizzate {\displaystyle q_{i}}, e ricordando che {\displaystyle {\frac {\partial \mathbf {x} _{k}}{\partial t}}=0} per definizione di spostamento virtuale:
{\displaystyle \delta W_{k}=\sum _{i=1}^{I}\mathbf {F} _{k}\cdot {\frac {\partial \mathbf {x} _{k}}{\partial q_{i}}}\delta q_{i}=\sum _{i=1}^{I}F_{k,i}\cdot \delta q_{i}.}
Il lavoro virtuale sulla particella sottoposta a vincoli bilaterali è interamente calcolabile tramite le forze generalizzate agenti su di essa. L'approccio lagrangiano risulta quindi particolarmente utile a livello ingegneristico, dove è necessario risalire allo sforzo che dovrebbe essere fatto da tutte le forze non vincolari se il sistema subisse uno spostamento virtuale {\displaystyle \delta q_{i}} o alle sollecitazioni esterne imposte realmente dai vincoli.
In base alle equazioni di Lagrange del I tipo e in forma di Nielsen si può legare la forza generalizzata all'energia cinetica del sistema:
{\displaystyle Q_{i}={\partial {T} \over \partial {{\dot {q}}_{i}}}-2{\partial {T} \over \partial q_{i}},}
La forza generalizzata differisce in generale per il secondo termine {\displaystyle -2{\frac {\partial T}{\partial q_{i}}}} dalla derivata temporale della quantità di moto {\displaystyle {\dot {p}}_{i}={\partial {T} \over \partial {{\dot {q}}_{i}}}}, cui si arriverebbe erroneamente inducendo una generalizzazione da una definizione di forza basata sul secondo principio della dinamica, valida solo per la dinamica newtoniana.

## Quantità di moto generalizzata e momento coniugato
La quantità di moto generalizzata è definita come grandezza corrispondente alle quantità di moto newtoniane:
{\displaystyle P_{i}=\sum _{k=1}^{N}p_{k}{\frac {\partial \mathbf {x} _{k}}{\partial q_{i}}}=\sum _{k=1}^{N}m_{k}{\dot {\mathbb {x} }}_{k}{\frac {\partial {\dot {\mathbb {x} }}_{n}}{\partial {\dot {q}}_{i}}}={\frac {\partial }{\partial {\dot {q}}_{i}}}{\sum _{k=1}^{N}{\frac {1}{2}}m_{k}{\dot {\mathbf {x} }}_{k}^{2}}.}
Risulta che:
{\displaystyle P_{i}={\frac {\partial T}{\partial {\dot {q}}_{i}}}=\sum _{j=1}^{I}H_{ij}T_{({\bar {0}})}{\dot {q}}_{j}+\nabla _{i}T_{({\bar {0}})}.}
Quest'ultima equivalenza può essere comprovata utilizzando la dimostrazione delle equazioni di Lagrange. La quantità di moto generalizzata vale dunque:
{\displaystyle \mathbf {P} _{(\mathbf {q} )}={\underline {\underline {H}}}\,T_{({\bar {0}})}\cdot {\dot {\mathbf {q} }}+\nabla T_{({\bar {0}})}.}
Si tratta di una forma lineare dell'energia cinetica nelle velocità generalizzate. Per un sistema olonomo, in particolare, risulta:
{\displaystyle \mathbf {P} _{(\mathbf {q} )}={\underline {\underline {H}}}\,T_{({\bar {0}})}\cdot {\dot {\mathbf {q} }}.}
Si deve porre attenzione nel legare quantità di moto generalizzate e forze generalizzate, in quanto le quantità di moto lagrangiane sono in base alle equazioni di Lagrange del I tipo:
{\displaystyle P_{i}=\int F_{i}-{\frac {\partial T}{\partial q_{i}}}dt=p_{i}-\int {\frac {\partial T}{\partial q_{i}}}dt}
e quindi differiscono dal momento coniugato (alla coordinata posizione {\displaystyle q_{i}}) {\displaystyle p_{i}=\int F_{i}dt} per il secondo termine {\displaystyle -\int {\frac {\partial T}{\partial q_{i}}}dt}, cui si arriverebbe tentando di generalizzare la definizione newtoniana di forza come derivata totale temporale della quantità di moto, cioè il secondo principio della dinamica.
Chiaramente in coordinate cartesiane, la quantità di moto generalizzata ritorna ad essere la quantità di moto semplice, mentre in coordinate sferiche diventa il momento angolare. In generale però non è sempre possibile darne un'interpretazione intuitiva.